# Atomik Harmonik
Atomik Harmonik je slovinská pop-folková a turbofolková hudební skupina. Kapelu založil frontman kapely Jani Pavec s autorem hudby i textů všech skladeb kapely Daretem Kavričem v roce 2004.

## Historie
Kapela vznikla ve slovinském Kamniku 15. července 2004. V roce 2004 kapela vyhrála soutež hudebního festivalu Melodije morja in sonca v Portoroži.
Největším hitem skupiny je skladba "Turbo Polka" vydaná s albem "Brizgaaaaj!" 5. května 2005. Singl se stal hitem a dostal se na přední příčky hitparád ve Slovinsku, v Rakousku a v Německu. V roce 2006 se kapela se singlem "Polkaholik" účastnila slovinského předkola Eurovision Song Contest, kde se umístila na 3. místě.

## Diskografie

### Alba
- Brizgaaaaj! (2004)
- Vriskaaaaj! (2006)
- Traktor Polka (2011)

### Singly
- Brizgalna brizga (2004)
- Na seniku (2005)
- Turbo polka (2005)
- Brizgaaaaj! še dlje in več (2005)
- Polkaholik (2006)
- Skupaj za Slovenijo (2007)
- Sladko vince (2008)
- Kdo osvojil bo moje srce (2008)
- Čokolada (2008)
- Julie (2009)
- Vse pride in gre (2010)
- Lep soncen dan (2010)
- Hej šef, rabm dopust (2012)